# José Maria de Yermo y Parres
José Maria de Yermo y Parres (1851 - 1904) est un prêtre mexicain, membre de la Congrégation de la Mission et fondateur des servantes du Sacré-Cœur de Jésus et des Pauvres. Il est vénéré saint par l'Église catholique. 

## Biographie
José Maria de Yermo y Parres est né le 10 novembre 1851 dans un domaine près de Malinalco, dans l'État de Mexico. Sa mère meurt peu de temps après sa naissance, et c'est son père, qui est avocat, qui a dès lors la totale responsabilité de son éducation. À 16 ans, il entre dans la Congrégation de la Mission. Après avoir complété ses études théologiques à Paris, il reçoit l'ordination sacerdotale le 24 août 1879. 
Les premières années de son ministère laissent présager une carrière ecclésiastique prometteuse, mais son état de santé l'oblige à n'avoir la responsabilité que de deux églises. Il accepte cette humiliation, et avec quatre compagnes, il fonde la Congrégation des Servantes du Sacré-Cœur de Jésus et des Pauvres. Le but de l'œuvre est de venir en aide aux miséreux, leur apportant du soutien matériel et spirituel. Malgré de nombreuses épreuves et des persécutions de la part d'une partie du clergé, il continue son apostolat. Il donne naissance à des hôpitaux, des écoles, orphelinats, maisons de retraite. Il s'occupe aussi particulièrement des prostituées et des communautés indiennes autochtones. 
José Maria de Yermo y Parres meurt à Puebla, le 20 septembre 1904, laissant le souvenir d'un apôtre de la charité. 

## Béatification et canonisation
- 1983 : ouverture de la cause en béatification et canonisation
- 7 septembre 1989 : le pape Jean-Paul II lui attribue le titre de vénérable
- 22 novembre 1992 : béatification célébrée dans la basilique Notre-Dame-de-Guadalupe de Mexico, lors de la visite pastorale de Jean-Paul II.
- 21 mai 2000 : canonisation célébrée place Saint-Pierre, à Rome par le pape Jean-Paul II.

Sa fête liturgique est fixée au 20 septembre.